# 瑞恩·本内特
瑞恩·本内特（英語：Ryan Bennett；1990年3月6日—）是一位英格蘭足球運動員。在場上的位置是中後衛。他現在效力於英甲球隊劍橋聯。他也曾代表英格蘭各級國青隊參賽。

## 外部連結
- 足球数据库：瑞恩·本内特的球员统计数据